# Rubervam Du Nascimento
Rubervam Du Nascimento é um poeta brasileiro, colaborador da imprensa alternativa desde os anos 70.

## Biografia
Rubervam Maciel do Nascimento (São Luís, 31 de julho de 1954) é formado em Direito pela Universidade Federal do Piauí (UFPI) e atua como fiscal do Ministério do Trabalho, em Teresina, onde reside desde 1972. Foi presidente do Centro Colegial dos Estudantes Piauienses (CCEP) e da União Brasileira de Escritores, UBE/PI.
Participou de atividades culturais nos anos 70 e posteriores, tendo suas obras incluídas em várias antologias, como: "Aviso Prévio" (1977); "Ô de Casa" (1977) e "Piauí: Terra, História e Literatura" (1980); "Postais da Cidade Verde" (1988); "Poesia Teresinense Hoje" (1988) e "Andarilhos da Palavra" (1990), além de constar sua participação no livro "A Poesia Piauiense No Século XX" (1995), do crítico literário e antologista Assis Brasil. Também integrou a coletânea "Baião De Todos" (1996), organizada por Cineas Santos.
Recebeu diversas premiações em concursos literários realizados no Piauí e em nível de Brasil. Em 1997, obteve o 1° lugar em concurso nacional de poesia da Editora Blocos, com o livro "Marco Lusbel Desce Ao Inferno".

## Obras
- A Profissão Dos Peixes
- Marco Lusbel Desce Ao Inferno
- Os Cavalos De Dom Ruffato
- Espólio